# جسی (ایندیانا)
جسی (به انگلیسی: Gessie) یک منطقهٔ مسکونی در ایالات متحده آمریکا است که در شهرستان ورمیلیون، ایندیانا واقع شده‌است. جسی ۱۸۹ متر بالاتر از سطح دریا واقع شده‌است.